# 冰島—馬拉威關係
冰島－馬拉威关系（英語：Iceland-Malawi Relations），简称冰马关系或马冰关系，是指冰島和馬拉威之間的外交關係。兩國於1989年建交，冰島对馬拉威有长期承诺，冰島也是向馬拉威提供人道主義援助的主要國家之一。

## 历史

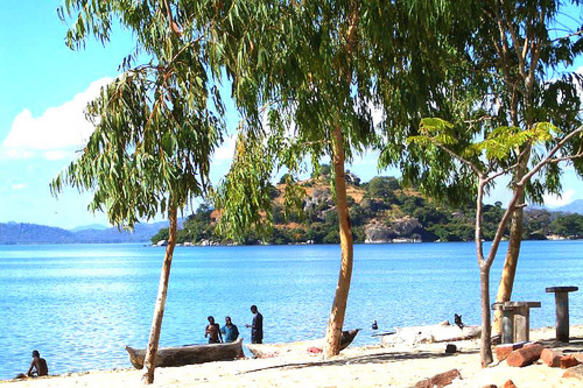
曼戈切

两国关系可以追溯至20世纪70年代，並於1989年建交，冰島國際開發署在當年即對馬拉威提供人道主義援助，最初，馬拉維政府與冰島國際開發署之間的發展合作集中在漁業資源的開發上。冰島國際開發署亦於2012年7月開始在馬拉威湖畔的曼戈切實施人道主義援助計劃，開發署協助馬拉威政府改善曼戈切縣基本公共服務設施的營運、並面向生活在曼戈切農村地區的居民提供孕產婦保健和計劃生育，此外，在當地初等教育、水和衛生設施以及社區發展方面亦有援助。
2012年，冰島外長奧敘爾·斯卡費丁松宣佈冰島將參與世界銀行主導的東非地熱開發國際項目，並為包括馬拉威在內的東非大裂谷周邊的13個國家提供地熱發電。

## 外交机构
- 冰島於2004年在里朗威建立大使馆。

- 马拉维駐英國高級專員公署兼轄在冰島事務。[5]